# 内光电效应
内光电效应是光电效应的一种，主要由于光量子作用，引发物质电化学性质变化。内光电效应又可分为光电导效应和光生伏打效应。
- 光电导效应：当入射光子射入到半导体表面时，半导体吸收入射光子产生电子空穴对，使其自生电导增大。
- 光生伏打效应：当一定波长的光照射非均匀半导体（如PN结），在自建场的作用下，半导体内部产生光电压。